# 高根沢町立阿久津中学校
高根沢町立阿久津中学校（たかねざわちょうりつ あくつちゅうがっこう）は、栃木県塩谷郡高根沢町中阿久津にある公立中学校。

## 部活動
以下の部活動がある。
運動部
- 陸上競技部
- サッカー部
- 野球部
- ソフトボール部（女子のみ）
- ソフトテニス部
- バスケットボール部
- バレーボール部（女子のみ）
- 卓球部
- 柔道部
- 剣道部

文化部
- 吹奏楽部
- 美術部
- 国際理解部

特設部　
- 水泳部
- 駅伝部

## 通学区域
高根沢町の以下の地区が該当する。
高根沢町
- 上阿久津
- 中阿久津
- 宝積寺
- 宝石台
- 光陽台
- 石末（一部地域を除く）
- 大谷